# Publicité dans le jeu vidéo

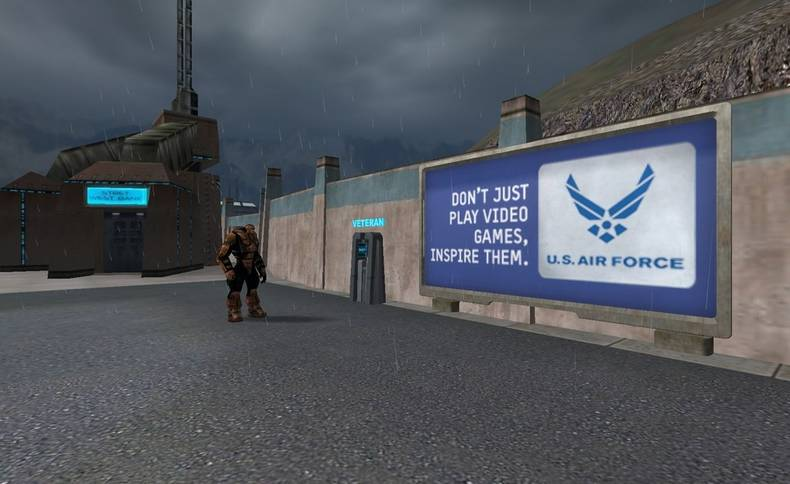
une publicité dans un jeu de Anarchy Online.

La publicité dans le jeu vidéo, ou publicité in game, est un format publicitaire qui consiste à intégrer des messages promotionnels à l'intérieur même d'un jeu vidéo. Cette technique est également utilisée dans le cinéma. Exemple avec la saga James Bond où le produit est mis en évidence par les personnages ou alors le nom du produit est intégré directement aux dialogues et également le film « The island » qui a reçu beaucoup de critiques négatives.

## Usages
Barack Obama a utilisé cette fonctionnalité au cours de sa campagne présidentielle de 2008, apparaissant dans le jeu Burnout Paradise pour Xbox 360
La publicité dans les jeux vidéo n’est pas récente, et un des premiers jeux à bénéficier de cette technique est un jeu sorti en 1982, Pole Position, où des pancartes étaient intégrées pour faire la promotion d’autres jeux vidéo de l’éditeur.
L’in game advertising s’inscrit le plus souvent dans des jeux qui se veulent réalistes. Cette technique permet de crédibiliser davantage l’univers du jeu sans le dénaturer.
Certains jeux comme GTA, s’amusent à parodier une marque ou un produit.

## Limites
Des limites existent tout de même. En effet, certains jeux abusent un peu de cette technique, comme « Splinter Cell » où l’omniprésence de publicité devient vite agaçante pour le joueur.
Mais la limite survient également lorsque le joueur n’est absolument pas réceptif à cette technique et pour lui cela se résume uniquement à un décor.
Il faut également que la marque soit en adéquation avec l’univers du jeu.